# Josephine Touray
Josephine Maria Touray , née le 6 octobre 1979 à Aarhus, est une handballeuse internationale danoise qui évolue au poste d'ailière droite.
Avec l'équipe du Danemark, elle participe notamment aux jeux olympiques de 2004 où elle remporte une médaille d'or,.

## Palmarès

### En sélection
Jeux olympiques d'été
- médaille d'or aux Jeux olympiques de 2004 à Athènes

championnats d'Europe
- vainqueur du championnat d'Europe 2002
- finaliste du championnat d'Europe 2004

### En club
compétitions internationales
- vainqueur de la coupe EHF en 1999 (avec Viborg HK)
- vainqueur de la coupe d'Europe des vainqueurs de coupe en 2004 (avec Ikast Bording EH)

compétitions nationales
- championne du Danemark en 1999 (avec Viborg HK)

### Distinctions individuelles
- élue meilleure ailière droite du championnat d'Europe 2004
- élue meilleure ailière droite du championnat du Danemark en 2005[4]